# Systenoplacis minimus
Systenoplacis minimus là một loài nhện trong họ Zodariidae.
Loài này thuộc chi Systenoplacis. Systenoplacis minimus được Rudy Jocqué miêu tả năm 2009.